# Porcellio krivosijensis
Porcellio krivosijensis là một loài chân đều trong họ Porcellionidae. Loài này được Strouhal miêu tả khoa học năm 1939.